# Chevrolet Spin

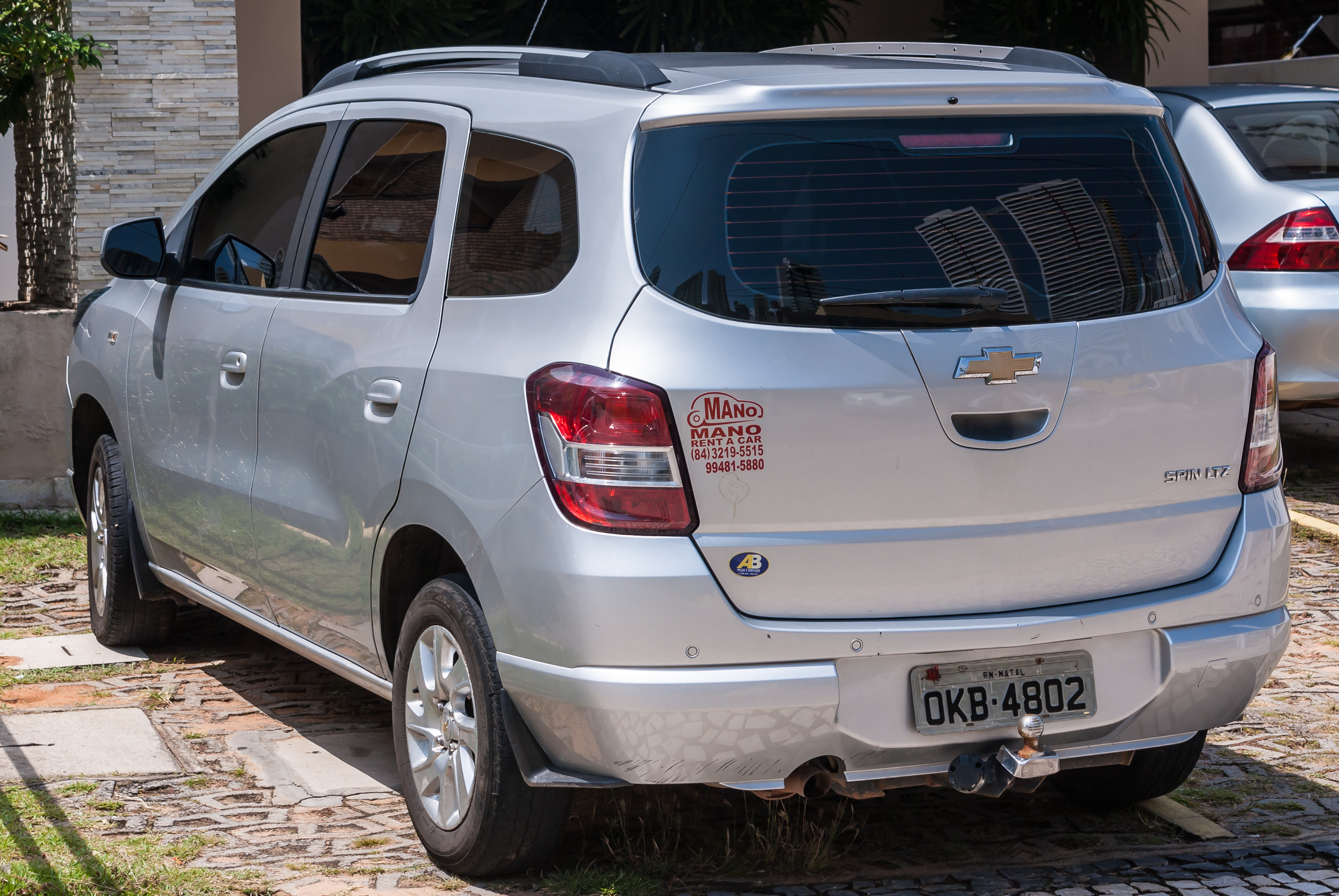
Heckansicht

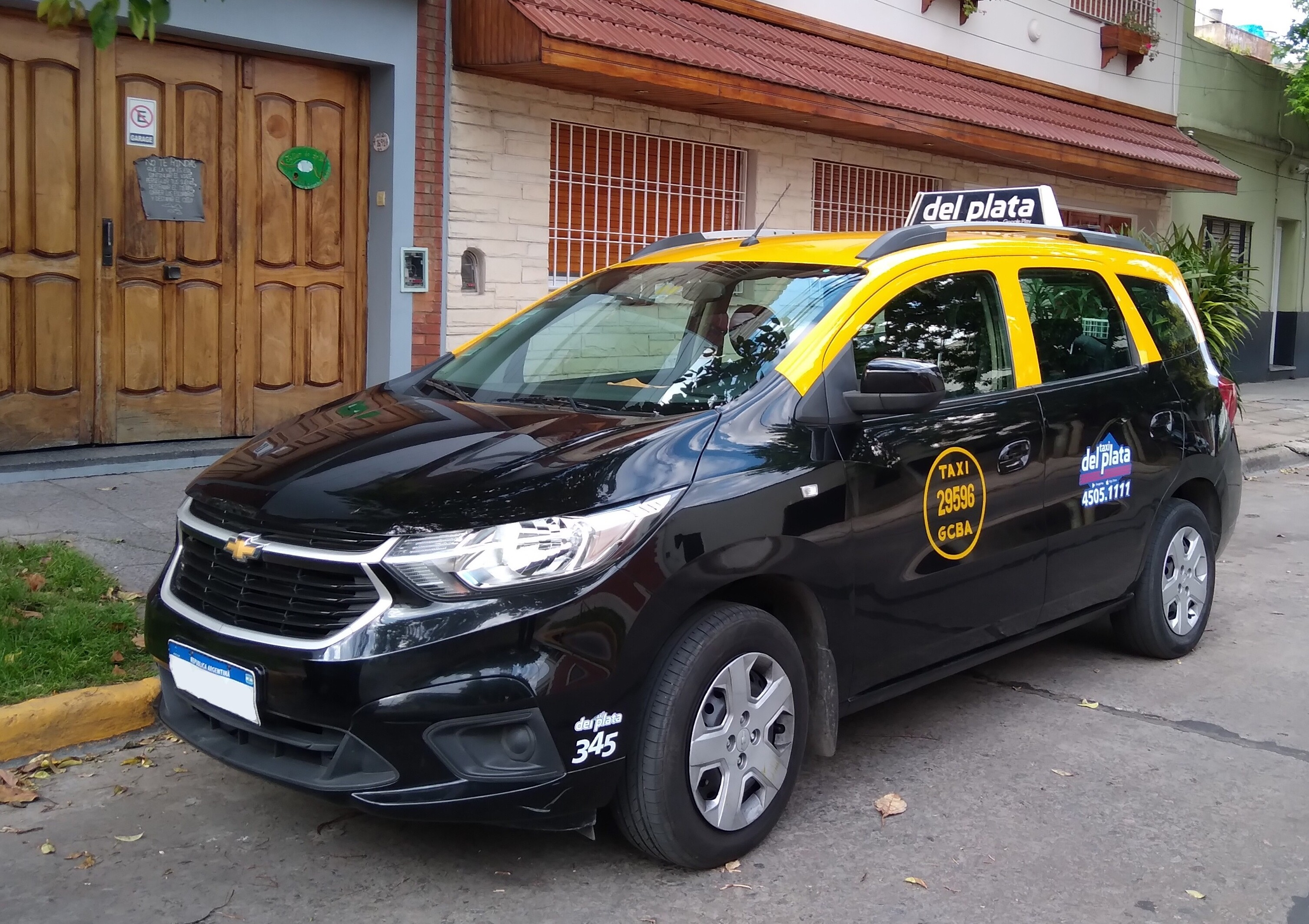
Chevrolet Spin als Taxi (2018–2024)

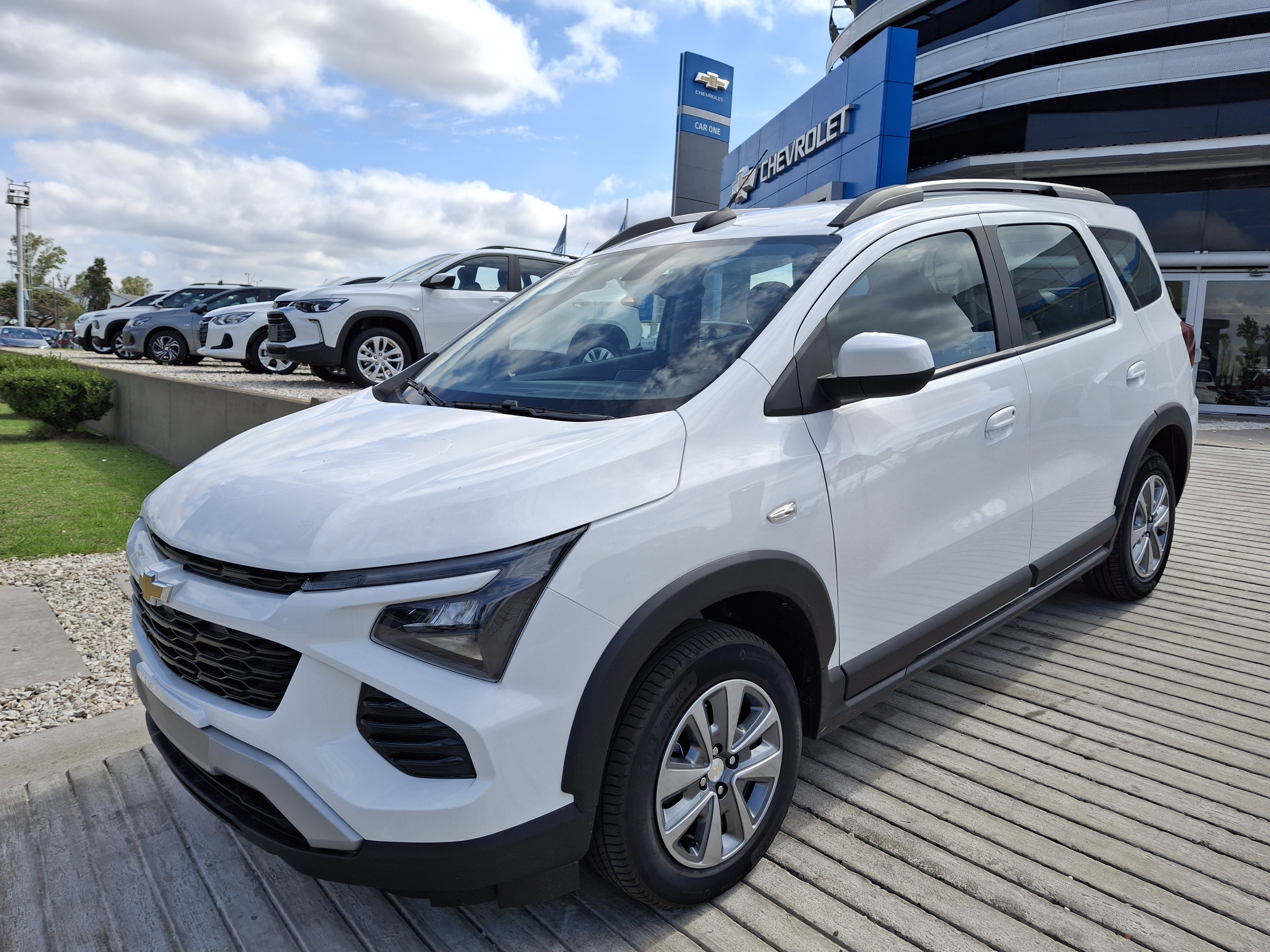
Chevrolet Spin (seit 2024)

Der Chevrolet Spin ist ein Van des Automobilherstellers General Motors do Brasil, der seit 2012 angeboten wird.

## Modellhistorie
Das Fahrzeug ist seit Mitte 2012 erhältlich. Die Modellvariante Activ wurde 2014 auf dem Salão Internacional do Automóvel de São Paulo präsentiert. 2018 und 2024 erhielt das Fahrzeug für lateinamerikanische Märkte ein Facelift.

## Positionierung und Ausstattung
Er wurde von GM do Brasil als Nachfolger des Chevrolet Meriva auf Basis  der GM-Gamma-II-Plattform entwickelt und ist mit der zweiten Generation des Chevrolet Cobalt verwandt. Er wird hauptsächlich in Schwellenmärkten angeboten. Je nach Markt ist er in den Ausstattungsvarianten LS (Standard), LT, LTZ (Komfort) und Activ (Offroad-Ausstattung) erhältlich.

## Motoren
Das Fahrzeug wird von einem 1,2-l-, 1,5-l- oder 1,8-l-Ottomotor bzw. einem 1,3-l-Dieselmotor angetrieben. Die 1,2-l-Ottomotoren in Indonesien haben eine maximale Leistung von 63 kW, die 1,5-l-Ottomotoren eine maximale Leistung von 78 kW und die 1,3-l-Dieselmotoren eine maximale Leistung von 55 kW.
Er ist als Fünf- und Siebensitzer erhältlich und löst damit auf diesen Märkten auch den größeren Chevrolet Zafira ab.

## Technische Daten
|                                      | 1.2                   | 1.5                        | 1.8                        | 1.3                      |
| ------------------------------------ | --------------------- | -------------------------- | -------------------------- | ------------------------ |
| Bauzeitraum                          |                       |                            | seit 2012                  |                          |
| Motorkenndaten                       |                       |                            |                            |                          |
| Motorart                             | Ottomotor             | Ottomotor                  | Ottomotor                  | Dieselmotor              |
| Motorbauart                          | R4                    | R4                         | R4                         | R4                       |
| Gemischaufbereitung                  | Saugrohreinspritzung  | Saugrohreinspritzung       |                            | Common-Rail-Einspritzung |
| Motoraufladung                       | –                     | –                          |                            | Turbolader               |
| Hubraum                              | 1229 cm³              | 1485 cm³                   | 1796 cm³                   | 1248 cm³                 |
| Verdichtungsverhältnis               |                       |                            | 12,3 : 1                   |                          |
| max. Leistung bei min−1              |                       |                            |                            |                          |
| im Betrieb mit fossilen Kraftstoffen | 63 kW (86 PS) / 5600  | 78 kW (106 PS) / 5800      | 78 kW (106 PS) / 5200      | 55 kW (75 PS) / 4000     |
| im Ethanolbetrieb                    | –                     | –                          | 82 kW (111 PS) / 5200      | –                        |
| max. Drehmoment bei min−1            |                       |                            |                            |                          |
| im Betrieb mit fossilen Kraftstoffen | 115 Nm / 4000         | 141 Nm / 4000              | 165 Nm / 2800              | 190 Nm / 1750–2500       |
| im Ethanolbetrieb                    | –                     | –                          | 174 Nm / 2600              | –                        |
| Kraftübertragung                     |                       |                            |                            |                          |
| Antrieb, serienmäßig                 | Vorderradantrieb      | Vorderradantrieb           | Vorderradantrieb           | Vorderradantrieb         |
| Getriebe, serienmäßig                | 5-Gang-Schaltgetriebe | 5-Gang-Schaltgetriebe      | 6-Gang-Schaltgetriebe      | 5-Gang-Schaltgetriebe    |
| Getriebe, optional                   | –                     | [6-Gang-Automatikgetriebe] | [6-Gang-Automatikgetriebe] | –                        |
| Messwerte                            |                       |                            |                            |                          |
| Höchstgeschwindigkeit                |                       |                            | 171 km/h [165 km/h]        |                          |
| Beschleunigung, 0–100 km/h           |                       |                            | 11,6 s [12,5 s]            |                          |
| Tankinhalt                           | 50 l                  | 50 l                       | 53 l                       | 50 l                     |

Werte in eckigen Klammern gelten für Modelle mit Automatikgetriebe